# مرحلة المجموعات في دوري أبطال أوروبا 2000–01
دوري المجموعات الأول في دوري أبطال أوروبا 2000-01 لُعبت ما بين 12 سبتمبر و8 نوفمبر 2000. لُعبت في ثمانية مجموعات وكل مجموعة تضم أربعة أندية. يتأهل المتصدر والوصيف من كل مجموعة إلى الدور القادم. بينما يتأهل صاحب المركز الثالث إلى الدور الثالث من كأس الاتحاد الأوروبي 2000-01.

## المجموعات
| مفاتيح الألوان في صندوق المجموعات         |
| ----------------------------------------- |
| الفرق التي تتأهل إلى دور المجموعات الثاني |
| الفرق التي تتأهل إلى كأس الاتحاد الأوروبي |

### المجموعة A
| الفريق           | لعب | ف | ت | خ | له | عليه | ف.أ | النقاط |
| ---------------- | --- | - | - | - | -- | ---- | --- | ------ |
| ريال مدريد       | 6   | 4 | 1 | 1 | 15 | 8    | +7  | 13     |
| سبارتاك موسكو    | 6   | 4 | 0 | 2 | 9  | 3    | +6  | 12     |
| باير 04 ليفركوزن | 6   | 2 | 1 | 3 | 9  | 12   | −3  | 7      |
| سبورتينغ لشبونة  | 6   | 0 | 2 | 4 | 5  | 15   | −10 | 2      |

| سبارتاك موسكو                         | 2–0   | باير 04 ليفركوزن |
| ------------------------------------- | ----- | ---------------- |
| ييغور تيتوف 51' · أرتيوم بيزرودني 89' | تقرير |                  |

| سبورتينغ لشبونة                        | 2–2   | ريال مدريد                             |
| -------------------------------------- | ----- | -------------------------------------- |
| ريكاردو سا بينتو 39' · آندريه كروز 42' | تقرير | روبرتو كارلوس 50' · روي جورج 76' (ه.ذ) |

| باير 04 ليفركوزن                                          | 3–2   | سبورتينغ لشبونة                              |
| --------------------------------------------------------- | ----- | -------------------------------------------- |
| كارستن راميلو 65' · توماس برداريتش 73' · أوليفر نويفل 77' | تقرير | آندريه كروز 12' · ريكاردو سا بينتو 79' (ض.ج) |

| ريال مدريد         | 1–0   | سبارتاك موسكو |
| ------------------ | ----- | ------------- |
| إيفان هيليغيرا 51' | تقرير |               |

| سبارتاك موسكو                              | 3–1   | سبورتينغ لشبونة      |
| ------------------------------------------ | ----- | -------------------- |
| لويس روبسون 44' · ماركوس سيبريانو 68'، 82' | تقرير | ريكاردو سا بينتو 24' |

| باير 04 ليفركوزن                   | 2–3   | ريال مدريد                        |
| ---------------------------------- | ----- | --------------------------------- |
| بيرند شنايدر 27' · مايكل بالاك 44' | تقرير | روبرتو كارلوس 32'، 75' · غوتي 69' |

| سبورتينغ لشبونة | 0–3   | سبارتاك موسكو                                  |
| --------------- | ----- | ---------------------------------------------- |
|                 | تقرير | ديماس تيكسيرا 16' (ه.ذ) · ييغور تيتوف 52'، 68' |

| ريال مدريد                                                                   | 5–3   | باير 04 ليفركوزن                                      |
| ---------------------------------------------------------------------------- | ----- | ----------------------------------------------------- |
| غوتي 4'، 64' · إيفان هيليغيرا 24' · راؤول غونزاليس 75' · لويس فيغو 87' (ض.ج) | تقرير | توماس برداريتش 20' · أولف كيرشتن 55' · باولو رينك 77' |

| باير 04 ليفركوزن | 1–0   | سبارتاك موسكو |
| ---------------- | ----- | ------------- |
| مايكل بالاك 52'  | تقرير |               |

| ريال مدريد                                      | 4–0   | سبورتينغ لشبونة |
| ----------------------------------------------- | ----- | --------------- |
| غوتي 12' · سافيو 42' · فرناندو مورينتس 62'، 70' | تقرير |                 |

| سبارتاك موسكو           | 1–0   | ريال مدريد |
| ----------------------- | ----- | ---------- |
| جيريمي نجيتاب 47' (ه.ذ) | تقرير |            |

| سبورتينغ لشبونة | 0–0   | باير 04 ليفركوزن |
| --------------- | ----- | ---------------- |
|                 | تقرير |                  |

### المجموعة B
| الفريق         | لعب | ف | ت | خ | له | عليه | ف.أ | النقاط |
| -------------- | --- | - | - | - | -- | ---- | --- | ------ |
| نادي أرسنال    | 6   | 4 | 1 | 1 | 11 | 8    | +3  | 13     |
| نادي لاتسيو    | 6   | 4 | 1 | 1 | 13 | 4    | +9  | 13     |
| شاختار دونيتسك | 6   | 2 | 0 | 4 | 10 | 15   | −5  | 6      |
| سبارتا براغ    | 6   | 1 | 0 | 5 | 6  | 13   | −7  | 3      |

| سبارتا براغ | 0–1   | نادي أرسنال  |
| ----------- | ----- | ------------ |
|             | تقرير | سيلفينيو 33' |

| نادي شاختار دونيتسك | 0–3   | نادي لاتسيو                                             |
| ------------------- | ----- | ------------------------------------------------------- |
|                     | تقرير | كلاوديو لوبيز 27' · بافل نيدفيد 68' · سيموني إنزاغي 78' |

| نادي أرسنال                                  | 3–2   | نادي شاختار دونيتسك                   |
| -------------------------------------------- | ----- | ------------------------------------- |
| سيلفان ويلتورد 45+4' · مارتن كيون 85'، 90+2' | تقرير | أليكسي باخاريف 26' · أندري فوروبي 29' |

| نادي لاتسيو                                | 3–0   | سبارتا براغ |
| ------------------------------------------ | ----- | ----------- |
| سيموني إنزاغي 35'، 70' · دييغو سيميوني 58' | تقرير |             |

| نادي أرسنال               | 2–0   | نادي لاتسيو |
| ------------------------- | ----- | ----------- |
| فريدريك ليونغبرغ 43'، 56' | تقرير |             |

| سبارتا براغ                                              | 3–2   | نادي شاختار دونيتسك                       |
| -------------------------------------------------------- | ----- | ----------------------------------------- |
| توماش روسيتسكي 54' · ميشيل هورناك 73' · ييري ياروشيك 82' | تقرير | هينيدي زوبوف 56' · ميشال هورناك 84' (ه.ذ) |

| نادي لاتسيو     | 1–1   | نادي أرسنال     |
| --------------- | ----- | --------------- |
| بافل نيدفيد 24' | تقرير | روبير بيريز 88' |

| نادي شاختار دونيتسك                          | 2–1   | سبارتا براغ      |
| -------------------------------------------- | ----- | ---------------- |
| دينيوس غليفيكاس 35' · هينيدي زوبوف 87' (ض.ج) | تقرير | ييري ياروشيك 16' |

| نادي لاتسيو                                                                  | 5–1   | نادي شاختار دونيتسك |
| ---------------------------------------------------------------------------- | ----- | ------------------- |
| كلاوديو لوبيز 48'، 68'، 90+3' · جوزيبي فافالي 54' · خوان سيباستيان فيرون 57' | تقرير | أندري فوروبي 41'    |

| نادي أرسنال                                                | 4–2   | سبارتا براغ                                      |
| ---------------------------------------------------------- | ----- | ------------------------------------------------ |
| راي بارلور 5' · لوران 8' · لي ديكسون 35' · نوانكو كانو 51' | تقرير | فلاديمير لابانت 40' (ض.ج) · توماش روسيتسكي 90+3' |

| سبارتا براغ | 0–1   | نادي لاتسيو           |
| ----------- | ----- | --------------------- |
|             | تقرير | فابريزيو رافانيلي 43' |

| نادي شاختار دونيتسك                                     | 3–0   | نادي أرسنال |
| ------------------------------------------------------- | ----- | ----------- |
| سيرهي أتيلكن 34' · أندري فوروبي 57' · أوليكسي بيليك 66' | تقرير |             |

### المجموعة C
| الفريق          | لعب | ف | ت | خ | له | عليه | ف.أ | النقاط |
| --------------- | --- | - | - | - | -- | ---- | --- | ------ |
| نادي فالنسيا    | 6   | 4 | 1 | 1 | 7  | 4    | +3  | 13     |
| أولمبيك ليون    | 6   | 3 | 0 | 3 | 8  | 6    | +2  | 9      |
| نادي أولمبياكوس | 6   | 3 | 0 | 3 | 6  | 5    | +1  | 9      |
| نادي هيرنفين    | 6   | 1 | 1 | 4 | 3  | 9    | −6  | 4      |

| نادي فالنسيا                       | 2–1   | نادي أولمبياكوس       |
| ---------------------------------- | ----- | --------------------- |
| روبن باراخا 36' · دييغو ألونسو 45' | تقرير | بريدراغ دورديفيتش 74' |

| أولمبيك ليون                                             | 3–1   | نادي هيرنفين     |
| -------------------------------------------------------- | ----- | ---------------- |
| سوني أندرسون 2' · ماكس هوتون 10' (ه.ذ) · ستيف مارليت 58' | تقرير | جيفيري تالان 35' |

| نادي أولمبياكوس                                      | 2–1   | أولمبيك ليون         |
| ---------------------------------------------------- | ----- | -------------------- |
| بيتر أوفوري كواي 19' · جيوفاني سيلفا دي أوليفيرا 34' | تقرير | مارك فيفيان فويه 88' |

| نادي هيرنفين | 0–1   | نادي فالنسيا      |
| ------------ | ----- | ----------------- |
|              | تقرير | كيلي غونزاليس 38' |

| نادي فالنسيا        | 1–0   | أولمبيك ليون |
| ------------------- | ----- | ------------ |
| زلاتكو زاهوفيتش 78' | تقرير |              |

| نادي أولمبياكوس                    | 2–0   | نادي هيرنفين |
| ---------------------------------- | ----- | ------------ |
| جيوفاني سيلفا دي أوليفيرا 52'، 69' | تقرير |              |

| أولمبيك ليون    | 1–2   | نادي فالنسيا                               |
| --------------- | ----- | ------------------------------------------ |
| ستيف مارليت 90' | تقرير | خوان سانشيز مورينو 45+1' · روبن باراخا 86' |

| نادي هيرنفين     | 1–0   | نادي أولمبياكوس |
| ---------------- | ----- | --------------- |
| دانييل ينسين 83' | تقرير |                 |

| نادي أولمبياكوس            | 1–0   | نادي فالنسيا |
| -------------------------- | ----- | ------------ |
| بريدراغ دوردفيتش 65' (ض.ج) | تقرير |              |

| نادي هيرنفين | 0–2   | أولمبيك ليون                        |
| ------------ | ----- | ----------------------------------- |
|              | تقرير | ستيد مالبرانك 68' · ستيف مارليت 78' |

| أولمبيك ليون  | 1–0   | نادي أولمبياكوس |
| ------------- | ----- | --------------- |
| بيير لايغل 2' | تقرير |                 |

| بلنسية           | 1–1   | نادي هيرنفين    |
| ---------------- | ----- | --------------- |
| دييغو ألونسو 10' | تقرير | روني فينيما 37' |

### المجموعة D
| الفريق      | لعب | ف | ت | خ | له | عليه | ف.أ | النقاط |
| ----------- | --- | - | - | - | -- | ---- | --- | ------ |
| شتورم غراتس | 6   | 3 | 1 | 2 | 9  | 12   | −3  | 10     |
| غلطة سراي   | 6   | 2 | 2 | 2 | 10 | 13   | −3  | 8      |
| نادي رينجرز | 6   | 2 | 2 | 2 | 10 | 7    | +3  | 8      |
| نادي موناكو | 6   | 2 | 1 | 3 | 13 | 10   | +3  | 7      |

| غلطة سراي                                     | 3–2   | نادي موناكو                               |
| --------------------------------------------- | ----- | ----------------------------------------- |
| ماريو جاردل 16' · غورغي هاجي 29' · كابوني 80' | تقرير | شعباني نوندا 50' · ماركو سيموني 62' (ض.ج) |

| نادي رينجرز                                                                                      | 5–0   | شتورم غراتس |
| ------------------------------------------------------------------------------------------------ | ----- | ----------- |
| مايكل مولز 9' · رونالد ديبور 19' · جورج ألبيرتز 29' · جيوفاني فان برونكهورست 72' · بيلي دودس 85' | تقرير |             |

| شتورم غراتس                            | 3–0   | غلطة سراي |
| -------------------------------------- | ----- | --------- |
| سيرجي يوران 32' · ماركوس سكوب 64'، 81' | تقرير |           |

| نادي موناكو | 0–1   | نادي رينجرز               |
| ----------- | ----- | ------------------------- |
|             | تقرير | جيوفاني فان برونكهورست 8' |

| غلطة سراي                                            | 3–2   | نادي رينجرز                                          |
| ---------------------------------------------------- | ----- | ---------------------------------------------------- |
| بولينت أكين 51' · هاكان أونسال 57' · ماريو جاردل 70' | تقرير | أندري كانتشيلسكيس 72' · جيوفاني فان برونكهورست 90+5' |

| نادي موناكو                                                         | 5–0   | شتورم غراتس |
| ------------------------------------------------------------------- | ----- | ----------- |
| ماركو سيموني 13'، 38'، 41' · بونتوس فارنيرود 77' · شعباني نوندا 84' | تقرير |             |

| نادي رينجرز | 0–0   | غلطة سراي |
| ----------- | ----- | --------- |
|             | تقرير |           |

| شتورم غراتس          | 2–0   | نادي موناكو |
| -------------------- | ----- | ----------- |
| ماركوس سكوب 39'، 88' | تقرير |             |

| شتورم غراتس                             | 2–0   | نادي رينجرز |
| --------------------------------------- | ----- | ----------- |
| سيرجي يوران 20' · جيلبرت برلاسينغ 90+4' | تقرير |             |

| نادي موناكو                                                                  | 4–2   | غلطة سراي                            |
| ---------------------------------------------------------------------------- | ----- | ------------------------------------ |
| بابلو كونتريراس 6' · نيكولاس بونال 19' · ماركو سيموني 22' · شعباني نوندا 26' | تقرير | هاكان أونسال 24' · بولنت كوركماز 63' |

| غلطة سراي                               | 2–2   | شتورم غراتس                              |
| --------------------------------------- | ----- | ---------------------------------------- |
| يورغن بينبي 30' (ض.ج) · ماريو جاردل 75' | تقرير | سيرجي يوران 64' · هاكان أونسال 80' (ه.ذ) |

| نادي رينجرز                   | 2–2   | نادي موناكو                     |
| ----------------------------- | ----- | ------------------------------- |
| كيني ميلر 3' · مايكل مولز 52' | تقرير | كوستينيا 39' · ماركو سيموني 78' |

### المجموعة E
| الفريق              | لعب | ف | ت | خ | له | عليه | ف.أ | النقاط |
| ------------------- | --- | - | - | - | -- | ---- | --- | ------ |
| ديبورتيفو لاكورونيا | 6   | 2 | 4 | 0 | 6  | 4    | +2  | 10     |
| باناثينايكوس        | 6   | 2 | 2 | 2 | 6  | 5    | +1  | 8      |
| نادي هامبورغ        | 6   | 1 | 3 | 2 | 9  | 9    | 0   | 6      |
| يوفنتوس             | 6   | 1 | 3 | 2 | 9  | 12   | −3  | 6      |

| نادي هامبورغ                                                                      | 4–4   | يوفنتوس                                             |
| --------------------------------------------------------------------------------- | ----- | --------------------------------------------------- |
| أنتوني ييبواه 17' · مهدي مهدفيكيا 65' · هانس-يورغ بوت 72' (ض.ج) · نيكو كوفاتش 82' | تقرير | إيغور تيودور 6' · فيليبو إنزاغي 36'، 52'، 88' (ض.ج) |

| باناثينايكوس          | 1–1   | ديبورتيفو لاكورونيا  |
| --------------------- | ----- | -------------------- |
| كرزيستوف وارزيتشا 29' | تقرير | نور الدين النيبت 84' |

| يوفنتوس                                    | 2–1   | باناثينايكوس      |
| ------------------------------------------ | ----- | ----------------- |
| أليسيو تاكشيناردي 35' · ديفيد تريزيغيه 83' | تقرير | يانيس غوماس 45+2' |

| ديبورتيفو لاكورونيا                       | 2–1   | نادي هامبورغ        |
| ----------------------------------------- | ----- | ------------------- |
| والتر باندياني 44' · ليونيل سكالوني 90+4' | تقرير | سيرجيج بارباريز 53' |

| يوفنتوس | 0–0   | ديبورتيفو لاكورونيا |
| ------- | ----- | ------------------- |
|         | تقرير |                     |

| نادي هامبورغ | 0–1   | باناثينايكوس           |
| ------------ | ----- | ---------------------- |
|              | تقرير | جيورجوس ناسيوبولوس 36' |

| ديبورتيفو لاكورونيا | 1–1   | يوفنتوس           |
| ------------------- | ----- | ----------------- |
| فيكتور سانشيز 11'   | تقرير | فيليبو إنزاغي 10' |

| باناثينايكوس | 0–0   | نادي هامبورغ |
| ------------ | ----- | ------------ |
|              | تقرير |              |

| يوفنتوس              | 1–3   | نادي هامبورغ                                           |
| -------------------- | ----- | ------------------------------------------------------ |
| داركو كوفاسيفيتش 56' | تقرير | روي براغر 24' · أنتوني ييبواه 48' · أندري باناديتش 62' |

| ديبورتيفو لاكورونيا | 1–0   | باناثينايكوس |
| ------------------- | ----- | ------------ |
| والتر باندياني 82'  | تقرير |              |

| باناثينايكوس                                                      | 3–1   | يوفنتوس           |
| ----------------------------------------------------------------- | ----- | ----------------- |
| باولو سوزا 7' · أنجيلوس باسيناس 58' (ض.ج) · كرزيستوف وارزيتشا 65' | تقرير | فيليبو إنزاغي 24' |

| نادي هامبورغ      | 1–1   | ديبورتيفو لاكورونيا |
| ----------------- | ----- | ------------------- |
| مهدي مهدفيكيا 10' | تقرير | روي ماكاي 58'       |

### المجموعة F
| الفريق           | لعب | ف | ت | خ | له | عليه | ف.أ | النقاط |
| ---------------- | --- | - | - | - | -- | ---- | --- | ------ |
| بايرن ميونخ      | 6   | 3 | 2 | 1 | 9  | 4    | +5  | 11     |
| باريس سان جيرمان | 6   | 3 | 1 | 2 | 14 | 9    | +5  | 10     |
| نادي روزنبورغ    | 6   | 2 | 1 | 3 | 13 | 15   | −2  | 7      |
| نادي هلسينغبورغ  | 6   | 1 | 2 | 3 | 6  | 14   | −8  | 5      |

| نادي روزنبورغ                                                    | 3–1   | باريس سان جيرمان           |
| ---------------------------------------------------------------- | ----- | -------------------------- |
| أورجان بيرغ 18' · فرودي جونسين 62' · بينت سكاميلسورد 90+2' (ض.ج) | تقرير | كريستيان كوريا ديونيزيو 7' |

| نادي هلسينغبورغ    | 1–3   | بايرن ميونخ                                          |
| ------------------ | ----- | ---------------------------------------------------- |
| بورن جوهانسن 90+3' | تقرير | محمد شول 7' · حسن صالحميدزيتش 48' · كارستن جانكر 55' |

| باريس سان جيرمان                                                                       | 4–1   | نادي هلسينغبورغ    |
| -------------------------------------------------------------------------------------- | ----- | ------------------ |
| نيكولا أنيلكا 25' · لورينت روبرت 63' · كريستيان كوريا ديونيزيو 81' · طلال القرقوري 90' | تقرير | بورن جوهانسن 45+1' |

| بايرن ميونخ                                           | 3–1   | نادي روزنبورغ          |
| ----------------------------------------------------- | ----- | ---------------------- |
| كارستن جانكن 73' · جيوفاني إلبر 77' · توماس لينكه 80' | تقرير | يان داريك سورينسين 38' |

| باريس             | 1–0   | بايرن ميونخ |
| ----------------- | ----- | ----------- |
| جيروم ليروي 90+2' | تقرير |             |

| نادي روزنبورغ                                                              | 6–1   | نادي هلسينغبورغ |
| -------------------------------------------------------------------------- | ----- | --------------- |
| فرودي جونسين 21'، 29'، 79' · رور ستراند 51'، 52' · ستيغ جوهانسين 65' (ه.ذ) | تقرير | ريد بريكا 90+2' |

| بايرن ميونخ                           | 2–0   | باريس سان جيرمان |
| ------------------------------------- | ----- | ---------------- |
| حسن صالحميدزيتش 3' · باولو سيرجيو 89' | تقرير |                  |

| نادي هلسينغبورغ                      | 2–0   | نادي روزنبورغ |
| ------------------------------------ | ----- | ------------- |
| جيسبر جانسون 32' · ألفارو سانتوس 77' | تقرير |               |

| باريس سان جيرمان | 7–2   | نادي روزنبورغ         |
| --- | ----- | --------------------- |
| فريدريك ديهو 16' · كريستيان كوريا ديونيزيو 25' · نيكولا أنيلكا 35'، 90+2' · بيتر لوكسان 45+2' · جيروم ليروي 76' · لورينت روبرت 87' (ض.ج) | تقرير | كريستير جورج 36'، 38' |

| بايرن ميونخ | 0–0   | نادي هلسينغبورغ |
| ----------- | ----- | --------------- |
|             | تقرير |                 |

| هلسينغبورغ | 1–1   | باريس سان جيرمان  |
| ---------- | ----- | ----------------- |
| بيرسون 71' | تقرير | نيكولا أنيلكا 34' |

| نادي روزنبورغ    | 1–1   | بايرن ميونخ    |
| ---------------- | ----- | -------------- |
| فرودي جونسين 27' | تقرير | ينز يريميز 88' |

### المجموعة G
| الفريق             | لعب | ف | ت | خ | له | عليه | ف.أ | النقاط |
| ------------------ | --- | - | - | - | -- | ---- | --- | ------ |
| نادي رويال أندرلخت | 6   | 4 | 0 | 2 | 11 | 14   | −3  | 12     |
| مانشستر يونايتد    | 6   | 3 | 1 | 2 | 11 | 7    | +4  | 10     |
| نادي آيندهوفن      | 6   | 3 | 0 | 3 | 9  | 9    | 0   | 9      |
| نادي دينامو كييف   | 6   | 1 | 1 | 4 | 7  | 8    | −1  | 4      |

| مانشستر يونايتد                                                     | 5–1   | نادي رويال أندرلخت |
| ------------------------------------------------------------------- | ----- | ------------------ |
| أندي كول 15'، 50'، 72' · دينيس إيروين 32' (ض.ج) · تيدي شيرنغهام 42' | تقرير | يان كولر 55'       |

| نادي آيندهوفن                       | 2–1   | نادي دينامو كييف  |
| ----------------------------------- | ----- | ----------------- |
| ثيو لوسيوس 39' · أرنولد بروجينك 53' | تقرير | ماكسيم شاتسكيخ 6' |

| نادي دينامو كييف | 0–0   | مانشستر يونايتد |
| ---------------- | ----- | --------------- |
|                  | تقرير |                 |

| نادي رويال أندرلخت | 1–0   | نادي آيندهوفن |
| ------------------ | ----- | ------------- |
| ديدير ديديني 80'   | تقرير |               |

| نادي آيندهوفن                                            | 3–1   | مانشستر يونايتد    |
| -------------------------------------------------------- | ----- | ------------------ |
| ويلفريد بوما 17' · مارك فان بوميل 38' · ماتيا كيزمان 64' | تقرير | بول سكولز 3' (ض.ج) |

| نادي دينامو كييف                                                   | 4–0   | نادي رويال أندرلخت |
| ------------------------------------------------------------------ | ----- | ------------------ |
| أندريه هوسين 52' · ماكسيم شاتسكيخ 82' · جورجي ديميترادز 89'، 90+4' | تقرير |                    |

| مانشستر يونايتد                                   | 3–1   | نادي آيندهوفن      |
| ------------------------------------------------- | ----- | ------------------ |
| تيدي شيرنغهام 8' · بول سكولز 82' · دوايت يورك 87' | تقرير | مارك فان بوميل 76' |

| نادي رويال أندرلخت                                                      | 4–2   | نادي دينامو كييف                         |
| ----------------------------------------------------------------------- | ----- | ---------------------------------------- |
| فلاديسلاف فاشكوك 10' (ه.ذ) · توماش رادزينسكي 38'، 41' · ألين ستويكا 45' | تقرير | كاخا كالادزه 1' · فالنتسين بيالكفيتش 87' |

| نادي رويال أندرلخت       | 2–1   | مانشستر يونايتد        |
| ------------------------ | ----- | ---------------------- |
| توماش رادزينسكي 15'، 34' | تقرير | دينيس إيروين 36' (ض.ج) |

| نادي دينامو كييف | 0–1   | نادي آيندهوفن   |
| ---------------- | ----- | --------------- |
|                  | تقرير | أندري أويير 45' |

| مانشستر يونايتد   | 1–0   | نادي دينامو كييف |
| ----------------- | ----- | ---------------- |
| تيدي شيرنغهام 18' | تقرير |                  |

| نادي آيندهوفن        | 2–3   | نادي رويال أندرلخت                                    |
| -------------------- | ----- | ----------------------------------------------------- |
| عادل رمزي 45+2'، 47' | تقرير | بيرتراند كراسون 9' · يان كولر 37' · سليمان يولا 90+3' |

### المجموعة H
| الفريق       | لعب | ف | ت | خ | له | عليه | ف.أ | النقاط |
| ------------ | --- | - | - | - | -- | ---- | --- | ------ |
| إيه سي ميلان | 6   | 3 | 2 | 1 | 12 | 6    | +6  | 11     |
| ليدز يونايتد | 6   | 2 | 3 | 1 | 9  | 6    | +3  | 9      |
| نادي برشلونة | 6   | 2 | 2 | 2 | 13 | 9    | +4  | 8      |
| نادي بشكتاش  | 6   | 1 | 1 | 4 | 4  | 17   | −13 | 4      |

| إيه سي ميلان                                                              | 4–1   | نادي بشكتاش              |
| ------------------------------------------------------------------------- | ----- | ------------------------ |
| فرانشيسكو كوكو 36' · أوليفر بيرهوف 44' · أندري شيفتشينكو 45+2' (ض.ج)، 77' | تقرير | تايفور هافوكتو 20' (ض.ج) |

| نادي برشلونة                                            | 4–0   | ليدز يونايتد |
| ------------------------------------------------------- | ----- | ------------ |
| ريفالدو 10' · فرانك ديبور 20' · باتريك كلايفرت 75'، 84' | تقرير |              |

| ليدز يونايتد | 1–0   | إيه سي ميلان |
| ------------ | ----- | ------------ |
| لي بوير 89'  | تقرير |              |

| نادي بشكتاش                             | 3–0   | نادي برشلونة |
| --------------------------------------- | ----- | ------------ |
| أهميت دورسون 38'، 75' · باسكال نوما 87' | تقرير |              |

| نادي برشلونة | 0–2   | إيه سي ميلان                             |
| ------------ | ----- | ---------------------------------------- |
|              | تقرير | فرانشيسكو كوكو 45+1' · أوليفر بيرهوف 71' |

| ليدز يونايتد                                                                                | 6–0   | نادي بشكتاش |
| ------------------------------------------------------------------------------------------- | ----- | ----------- |
| لي بوير 7'، 90+4' · مارك فيدوكا 12' · دومنيك ماتيو 22' · إيريك باكي 65' · دارين هوكيربي 90' | تقرير |             |

| إيه سي ميلان                                | 3–3   | نادي برشلونة          |
| ------------------------------------------- | ----- | --------------------- |
| ديميتريو ألبرتيني 26'، 39' · جوزيه ماري 45' | تقرير | ريفالدو 19'، 43'، 68' |

| نادي بشكتاش | 0–0   | ليدز يونايتد |
| ----------- | ----- | ------------ |
|             | تقرير |              |

| نادي بشكتاش | 0–2   | إيه سي ميلان                         |
| ----------- | ----- | ------------------------------------ |
|             | تقرير | أندري شيفتشينكو 38' · جوسيه ماري 43' |

| ليدز يونايتد | 1–1   | نادي برشلونة  |
| ------------ | ----- | ------------- |
| لي بوير 5'   | تقرير | ريفالدو 90+4' |

| إيه سي ميلان | 1–1   | ليدز يونايتد     |
| ------------ | ----- | ---------------- |
| سيرجينهو 68' | تقرير | دومنيك ماتيو 45' |

| نادي برشلونة                                                                 | 5–0   | نادي بشكتاش |
| ---------------------------------------------------------------------------- | ----- | ----------- |
| فيليب كوكو 11' · لويس إنريكي 17'، 49' · ريفالدو 81' (ض.ج) · غابري غارسيا 88' | تقرير |             |

## روابط إضافية
- 2000–01 دور المجموعات في UEFA.com